# Hockey sur glace aux Jeux olympiques de la jeunesse d'hiver de 2016
Navigation
Innsbruck 2012 Lausanne 2020
Les épreuves de hockey sur glace aux Jeux olympiques de la jeunesse d'hiver de Lillehammer ont lieu du 12 au 21 février 2016. Elles se déroulent au Kristins Hall et au Youth Hall.
Contrairement aux Jeux olympiques d'hiver au cours desquels seuls deux tournois, l'un masculin et l'autre féminin, sont organisés, les Jeux olympiques de la jeunesse d'hiver comprennent quatre épreuves de hockey sur glace : deux tournois, l'un masculin et l'autre féminin, et deux concours individuels d'habileté, l'un masculin et l'autre féminin. Afin d'être éligible, les athlètes doivent être nés entre le 1er janvier 2000 et le 31 décembre 2001.

## Calendrier
|  | Jour de compétition |  | Jour de finale | 4 | Nombre de finales |

| Calendrier des épreuves de hockey sur glace des Jeux olympiques de la jeunesse d'hiver de 2016 | Calendrier des épreuves de hockey sur glace des Jeux olympiques de la jeunesse d'hiver de 2016 | Calendrier des épreuves de hockey sur glace des Jeux olympiques de la jeunesse d'hiver de 2016 | Calendrier des épreuves de hockey sur glace des Jeux olympiques de la jeunesse d'hiver de 2016 | Calendrier des épreuves de hockey sur glace des Jeux olympiques de la jeunesse d'hiver de 2016 | Calendrier des épreuves de hockey sur glace des Jeux olympiques de la jeunesse d'hiver de 2016 | Calendrier des épreuves de hockey sur glace des Jeux olympiques de la jeunesse d'hiver de 2016 | Calendrier des épreuves de hockey sur glace des Jeux olympiques de la jeunesse d'hiver de 2016 | Calendrier des épreuves de hockey sur glace des Jeux olympiques de la jeunesse d'hiver de 2016 | Calendrier des épreuves de hockey sur glace des Jeux olympiques de la jeunesse d'hiver de 2016 | Calendrier des épreuves de hockey sur glace des Jeux olympiques de la jeunesse d'hiver de 2016 | Calendrier des épreuves de hockey sur glace des Jeux olympiques de la jeunesse d'hiver de 2016 | Calendrier des épreuves de hockey sur glace des Jeux olympiques de la jeunesse d'hiver de 2016 |
| Février 2016                                                                                   | Février 2016                                                                                   | 12                                                                                             | 13                                                                                             | 14                                                                                             | 15                                                                                             | 16                                                                                             | 17                                                                                             | 18                                                                                             | 19                                                                                             | 20                                                                                             | 21                                                                                             |                                                                                                |
| ---------------------------------------------------------------------------------------------- | ---------------------------------------------------------------------------------------------- | ---------------------------------------------------------------------------------------------- | ---------------------------------------------------------------------------------------------- | ---------------------------------------------------------------------------------------------- | ---------------------------------------------------------------------------------------------- | ---------------------------------------------------------------------------------------------- | ---------------------------------------------------------------------------------------------- | ---------------------------------------------------------------------------------------------- | ---------------------------------------------------------------------------------------------- | ---------------------------------------------------------------------------------------------- | ---------------------------------------------------------------------------------------------- | ---------------------------------------------------------------------------------------------- |
| Tournoi masculin                                                                               | Tournoi masculin                                                                               |                                                                                                |                                                                                                |                                                                                                |                                                                                                |                                                                                                |                                                                                                |                                                                                                |                                                                                                |                                                                                                | 1                                                                                              |                                                                                                |
| Tournoi féminin                                                                                | Tournoi féminin                                                                                |                                                                                                |                                                                                                |                                                                                                |                                                                                                |                                                                                                |                                                                                                |                                                                                                |                                                                                                |                                                                                                | 1                                                                                              |                                                                                                |
| Concours individuel d'habileté masculin                                                        | Concours individuel d'habileté masculin                                                        |                                                                                                |                                                                                                |                                                                                                |                                                                                                |                                                                                                |                                                                                                | 1                                                                                              |                                                                                                |                                                                                                |                                                                                                |                                                                                                |
| Concours individuel d'habileté féminin                                                         | Concours individuel d'habileté féminin                                                         |                                                                                                |                                                                                                |                                                                                                |                                                                                                | 1                                                                                              |                                                                                                |                                                                                                |                                                                                                |                                                                                                |                                                                                                |                                                                                                |

## Tournois d'équipes

### Qualifications
Dix équipes nationales, cinq masculines et cinq féminines, venant de neuf pays différents jouent les tournois collectifs.
En tant que pays organisateur, la Norvège est la seule nation à être représentée dans chacun des tournois.
Les huit autres pays sont déterminés par un classement rassemblant les performances des sélections engagées dans les éditions 2014 et 2015 des championnats du monde moins de 18 ans masculin et féminin. Chaque pays qualifié doit ensuite choisir s'il souhaite être représenté par une sélection masculine ou féminine, les nations les mieux classées choisissant en premier.
Les États-Unis, le Canada, la Finlande et la Russie ont choisi de prendre part au tournoi masculin. Le tournoi féminin oppose la République tchèque, la Suède, la Suisse et la Slovaquie.
|  | Tournoi masculin                         |
|  | Tournoi féminin                          |
|  | Pays hôte, engagé dans les deux tournois |

| Rang | Pays               |
| ---- | ------------------ |
| 1    | États-Unis         |
| 2    | Canada             |
| 3    | République tchèque |
| 4    | Russie             |
| 5    | Finlande           |
| 6    | Suède              |
| 7    | Suisse             |
| 8    | Slovaquie          |
| 9    | Allemagne          |
| 10   | Japon              |
| 11   | France             |
| 12   | Norvège            |
| 13   | Danemark           |
| 14   | Lettonie           |
| 15   | Hongrie            |
| 16   | Biélorussie        |
| 17   | Autriche           |
| 18   | Kazakhstan         |
| 19   | Grande-Bretagne    |

### Format de compétition
Les deux tournois ont un format identique. Les cinq équipes participantes sont rassemblées dans une poule unique disputée sous la forme d'un championnat à match simple. Les quatre premiers se qualifient pour les demi-finales, suivies de la finale et du match pour la médaille de bronze.
Chaque équipe est composée de 17 joueurs dont 2 gardiens de but.
Les rencontres sont jouées en trois périodes de 15 minutes chacune. En cas d'égalité à l'issue du temps réglementaire, une séance de tirs de fusillade est organisée afin de déterminer un vainqueur.

### Tournoi masculin

#### Arbitres
| Arbitres          | Juges de ligne            |
| ----------------- | ------------------------- |
| Alex Di Pietro    | Danny Beresford           |
| Johan Gossas      | Clément Goncalves         |
| Marc Iwert        | Aleh Kliashcheunikau      |
| Daniel Prazak     | Niclas Lundsgaard         |
|                   | Thomas Nordberg Pettersen |
| Tobias Nordlander |                           |

#### Premier tour
| 12 février 2016 | Finlande | 11-0 (5-0, 2-0, 4-0) | Norvège | Youth Hall 550 spectateurs |

| Feuille de match | Feuille de match | Feuille de match                              | Feuille de match | Feuille de match |
| ---------------- | --- | --------------------------------------------- | ---------------- | --- |
|                  | Moilanen (Mäki, Salonen) — 5 min 53 s Mäki (Salonen, Kupari) — 8 min 38 s Nordgren (Matikainen, Ruikka) — 9 min 56 s Nevassari (Kotkaniemi, Moilanen) — 11 min 2 s Utunen (Kotkaniemi, Moilanen) — 12 min 59 s (SN) Mäki (Hirvonen) — 22 min 17 s Nevasari (Moilanen) — 25 min 24 s Nordgren (Matikainen) — 35 min 28 s (IN) Nordgren (Hirvonen, Rannisto) — 38 min 38 s Kukkonen (Utunen, Nordgren) — 38 min 59 s Nordgren (Ruikka) — 39 min 56 s | 1-0 2-0 3-0 4-0 5-0 6-0 7-0 8-0 9-0 10-0 11-0 | -                | Arbitrage : Daniel Prazak (Rép. tchèque) Juges de lignes : Danny Beresford (Grande-Bretagne) Aleh Kliashcheunikau (Biélorussie) |
| Justus Annunen   | Gardiens | Kristian Høvik                                |                  | Arbitrage : Daniel Prazak (Rép. tchèque) Juges de lignes : Danny Beresford (Grande-Bretagne) Aleh Kliashcheunikau (Biélorussie) |
| 12 min           | Pénalités | 7,5 min                                       |                  | Arbitrage : Daniel Prazak (Rép. tchèque) Juges de lignes : Danny Beresford (Grande-Bretagne) Aleh Kliashcheunikau (Biélorussie) |
| 36               | Tirs | 3                                             |                  | Arbitrage : Daniel Prazak (Rép. tchèque) Juges de lignes : Danny Beresford (Grande-Bretagne) Aleh Kliashcheunikau (Biélorussie) |

| 13 février 2016 | Canada | 3-4 (0-2, 1-0, 2-2) | Russie | Kristins Hall 1 755 spectateurs |

| Feuille de match | Feuille de match                                                                     | Feuille de match            | Feuille de match | Feuille de match |
| ---------------- | ------------------------------------------------------------------------------------ | --------------------------- | --- | --- |
|                  | - Smith (Dudas) — 27 min 37 s (SN) - McShane — 44 min 12 s Burzan — 44 min 55 s (JS) | 0-1 0-2 1-2 1-3 1-4 2-4 3-4 | Sokolov (Svetchnikov) — 2 min 4 s (SN) Svetchnikov (Khovanov) — 5 min 20 s - Kotkov (Svetchnikov, Khovanov) — 30 min 37 s Khovanov — 34 min 39 s - | Arbitrage : Lars Johan Gossas (Suède) Juges de lignes : Niclas Lundsgaard (Danemark) Thomas Nordberg Pettersen (Norvège) |
| Olivier Rodrigue | Gardiens                                                                             | Amir Miftakhov              | | Arbitrage : Lars Johan Gossas (Suède) Juges de lignes : Niclas Lundsgaard (Danemark) Thomas Nordberg Pettersen (Norvège) |
| 3 min            | Pénalités                                                                            | 4,5 min                     | | Arbitrage : Lars Johan Gossas (Suède) Juges de lignes : Niclas Lundsgaard (Danemark) Thomas Nordberg Pettersen (Norvège) |
| 40               | Tirs                                                                                 | 21                          | | Arbitrage : Lars Johan Gossas (Suède) Juges de lignes : Niclas Lundsgaard (Danemark) Thomas Nordberg Pettersen (Norvège) |

| 13 février 2016 | États-Unis | 4-1 (2-1, 1-0, 1-0) | Finlande | Kristins Hall 890 spectateurs |

| Feuille de match | Feuille de match                                                                                              | Feuille de match    | Feuille de match              | Feuille de match                                                                                           |
| ---------------- | --- | ------------------- | ----------------------------- | --- |
|                  | - Wise — 8 min 39 s Walsh (Emberson) — 13 min 10 s Krygier (MacKinnon) — 20 min 25 s Weiss — 42 min 12 s (TP) | 0-1 1-1 2-1 3-1 4-1 | Salonen (Mäki) — 2 min 36 s - | Arbitrage : Alex Di Pietro (Suisse) Juges de lignes : Clément Goncalves (France) Tobias Nordlander (Suède) |
| Todd Scott       | Gardiens | Jimi Uusitalo       |                               | Arbitrage : Alex Di Pietro (Suisse) Juges de lignes : Clément Goncalves (France) Tobias Nordlander (Suède) |
| 4,5 min          | Pénalités | 7,5 min             |                               | Arbitrage : Alex Di Pietro (Suisse) Juges de lignes : Clément Goncalves (France) Tobias Nordlander (Suède) |
| 24               | Tirs | 22                  |                               | Arbitrage : Alex Di Pietro (Suisse) Juges de lignes : Clément Goncalves (France) Tobias Nordlander (Suède) |

| 14 février 2016 | Norvège | 0-8 (0-3, 0-4, 0-1) | États-Unis | Kristins Hall 2 094 spectateurs |

| Feuille de match        | Feuille de match | Feuille de match                | Feuille de match | Feuille de match |
| ----------------------- | ---------------- | ------------------------------- | --- | --- |
|                         | -                | 0-1 0-2 0-3 0-4 0-5 0-6 0-7 0-8 | Wahlstrom (Weiss, DeBoer) — 6 min 48 s (SN) Wahlstrom (Weiss, Wise) — 11 min 9 s Pivonka (Middendorf, Emberson) — 11 min 49 s Pivonka (Walsh, M. Samuelsson) — 17 min 9 s (SN) Middendorf (Krygier, Pivonka) — 21 min 35 s (IN) Pivonka (Middendorf, Semik) — 23 min 4 s DeBoer (Wise, Weiss) — 24 min 48 s Wahlstrom (Wise, Weiss) — 30 min 31 s | Arbitrage : Marc Iwert (Allemagne) Juges de lignes : Aleh Kliashcheunikau (Biélorussie) Niclas Lundsgaard (Danemark) |
| Theo Rooseboom de Vries | Gardiens         | Drew DeRidder                   | | Arbitrage : Marc Iwert (Allemagne) Juges de lignes : Aleh Kliashcheunikau (Biélorussie) Niclas Lundsgaard (Danemark) |
| 7,5 min                 | Pénalités        | 6 min                           | | Arbitrage : Marc Iwert (Allemagne) Juges de lignes : Aleh Kliashcheunikau (Biélorussie) Niclas Lundsgaard (Danemark) |
| 11                      | Tirs             | 35                              | | Arbitrage : Marc Iwert (Allemagne) Juges de lignes : Aleh Kliashcheunikau (Biélorussie) Niclas Lundsgaard (Danemark) |

| 15 février 2016 | Canada | 5-1 (2-1, 1-0, 2-0) | Finlande | Kristins Hall 950 spectateurs |

| Feuille de match | Feuille de match | Feuille de match        | Feuille de match                            | Feuille de match |
| ---------------- | --- | ----------------------- | ------------------------------------------- | --- |
|                  | Dudas (Focht) — 1 min 46 s (SN) Roberts (McShane Burzan) — 2 min 20 s - Burzan — 16 min 3 s Groulx — 30 min 50 s (IN) Smith (Groulx, Merkley) — 38 min 52 s (SN) | 1-0 2-0 2-1 3-1 4-1 5-1 | - Utunen (Kotkaniemi) — 12 min 3 s (2 SN) - | Arbitrage : Daniel Prazak (Rép. tchèque) Juges de lignes : Danny Beresford (Grande-Bretagne) Thomas Nordberg Pettersen (Norvège) |
| Alexis Gravel    | Gardiens | Justus Annunen          |                                             | Arbitrage : Daniel Prazak (Rép. tchèque) Juges de lignes : Danny Beresford (Grande-Bretagne) Thomas Nordberg Pettersen (Norvège) |
| 20,5 min         | Pénalités | 9 min                   |                                             | Arbitrage : Daniel Prazak (Rép. tchèque) Juges de lignes : Danny Beresford (Grande-Bretagne) Thomas Nordberg Pettersen (Norvège) |
| 28               | Tirs | 25                      |                                             | Arbitrage : Daniel Prazak (Rép. tchèque) Juges de lignes : Danny Beresford (Grande-Bretagne) Thomas Nordberg Pettersen (Norvège) |

| 15 février 2016 | Russie | 13-1 (4-0, 3-0, 6-1) | Norvège | Kristins Hall 1 198 spectateurs |

| Feuille de match | Feuille de match | Feuille de match                                            | Feuille de match                                   | Feuille de match                                                                                           |
| ---------------- | --- | ----------------------------------------------------------- | -------------------------------------------------- | --- |
|                  | Jabreïev (Denissenko) — 3 min 17 s Jabreïev (Kouptchikhine, Nijnikov) — 11 min 1 s Svetchnikov (Khovanov, Jiliakov) — 11 min 27 s Svetchnikov (Sitdikov) — 13 min 43 s Jabreïev (Svetchnikov) — 21 min 1 s (IN) Denejkine (Sokolov) — 24 min 45 s Svetchnikov (Jabreïev) — 29 min 59 s - Khovanov (Svetchnikov) — 31 min 55 s Denissenko — 33 min 48 s Nijnikov (Denissenko, Jabreïev) — 37 min 5 s Svetchnikov (Khovanov, Sokolov) — 38 min 34 s (SN) Sokolov (Rotenberg) — 42 min 41 s Denissenko (Jouravliov, Jabreïev) — 43 min 36 s | 1-0 2-0 3-0 4-0 5-0 6-0 7-0 7-1 8-1 9-1 10-1 11-1 12-1 13-1 | - Pettersen (Beier Jensen, Skråmo) — 30 min 42 s - | Arbitrage : Alex Di Pietro (Suisse) Juges de lignes : Clément Goncalves (France) Tobias Nordlander (Suède) |
| Georgi Dubrovski | Gardiens | Kristian Høvik                                              |                                                    | Arbitrage : Alex Di Pietro (Suisse) Juges de lignes : Clément Goncalves (France) Tobias Nordlander (Suède) |
| 19 min           | Pénalités | 6 min                                                       |                                                    | Arbitrage : Alex Di Pietro (Suisse) Juges de lignes : Clément Goncalves (France) Tobias Nordlander (Suède) |
| 51               | Tirs | 10                                                          |                                                    | Arbitrage : Alex Di Pietro (Suisse) Juges de lignes : Clément Goncalves (France) Tobias Nordlander (Suède) |

| 16 février 2016 | États-Unis | 2-4 (2-1, 0-2, 0-1) | Canada | Kristins Hall 1 745 spectateurs |

| Feuille de match | Feuille de match                                                             | Feuille de match        | Feuille de match | Feuille de match |
| ---------------- | ---------------------------------------------------------------------------- | ----------------------- | --- | --- |
|                  | - Weiss (Semik, Wise) — 9 min 40 s (SN) Wise (Walsh, DeBoer) — 14 min 36 s - | 0-1 1-1 2-1 2-2 2-3 2-4 | McShane (McIsaac) — 2 min 45 s - Fortier (Roberts, McShane) — 21 min 52 s Roberts (Focht, McDonald) — 26 min 42 s Burzan (Dudas) — 38 min 9 s | Arbitrage : Lars Johan Gossas (Suède) Juges de lignes : Aleh Kliashcheunikau (Biélorussie) Tobias Nordlander (Suède) |
| Todd Scott       | Gardiens                                                                     | Alexis Gravel           | | Arbitrage : Lars Johan Gossas (Suède) Juges de lignes : Aleh Kliashcheunikau (Biélorussie) Tobias Nordlander (Suède) |
| 6 min            | Pénalités                                                                    | 6 min                   | | Arbitrage : Lars Johan Gossas (Suède) Juges de lignes : Aleh Kliashcheunikau (Biélorussie) Tobias Nordlander (Suède) |
| 23               | Tirs                                                                         | 20                      | | Arbitrage : Lars Johan Gossas (Suède) Juges de lignes : Aleh Kliashcheunikau (Biélorussie) Tobias Nordlander (Suède) |

| 16 février 2016 | Finlande | 1-2 (TB) (0-1, 1-0, 0-0, 0-1) | Russie | Kristins Hall 653 spectateurs |

| Feuille de match | Feuille de match                                 | Feuille de match | Feuille de match                                             | Feuille de match |
| ---------------- | ------------------------------------------------ | ---------------- | ------------------------------------------------------------ | --- |
|                  | - Kotkaniemi (Utunen, Nevasaari) — 26 min 26 s - | 0-1 1-1 1-2      | Svetchnikov (Khovanov) — 2 min 11 s - Khovanov — 45 min (TB) | Arbitrage : Marc Iwert (Allemagne) Juges de lignes : Niclas Lundsgaard (Danemark) Thomas Nordberg Pettersen (Norvège) |
| Jimi Uusitalo    | Gardiens                                         | Amir Miftakhov   |                                                              | Arbitrage : Marc Iwert (Allemagne) Juges de lignes : Niclas Lundsgaard (Danemark) Thomas Nordberg Pettersen (Norvège) |
| 9 min            | Pénalités                                        | 9 min            |                                                              | Arbitrage : Marc Iwert (Allemagne) Juges de lignes : Niclas Lundsgaard (Danemark) Thomas Nordberg Pettersen (Norvège) |
| 21               | Tirs                                             | 16               |                                                              | Arbitrage : Marc Iwert (Allemagne) Juges de lignes : Niclas Lundsgaard (Danemark) Thomas Nordberg Pettersen (Norvège) |

| 18 février 2016 | Norvège | 0-6 (0-1, 0-3, 0-2) | Canada | Kristins Hall 2 250 spectateurs |

| Feuille de match        | Feuille de match | Feuille de match        | Feuille de match | Feuille de match                                                                                                 |
| ----------------------- | ---------------- | ----------------------- | --- | --- |
|                         | -                | 0-1 0-2 0-3 0-4 0-5 0-6 | Roberts (Burzan, McIsaac) — 6 min 2 s (SN) Focht (Nielsen, Smith) — 18 min 32 s Burzan (Chisholm) — 25 min 19 s McIsaac (Fortier) — 25 min 57 s (IN) McShane (Smith, Busby) — 30 min 29 s Groulx (Chisholm, McIsaac) — 44 min 43 s (SN) | Arbitrage : Marc Iwert (Allemagne) Juges de lignes :Danny Beresford (Grande-Bretagne) Clément Goncalves (France) |
| Theo Rooseboom de Vries | Gardiens         | Olivier Rodrigue        | | Arbitrage : Marc Iwert (Allemagne) Juges de lignes :Danny Beresford (Grande-Bretagne) Clément Goncalves (France) |
| 9 min                   | Pénalités        | 4,5 min                 | | Arbitrage : Marc Iwert (Allemagne) Juges de lignes :Danny Beresford (Grande-Bretagne) Clément Goncalves (France) |
| 2                       | Tirs             | 37                      | | Arbitrage : Marc Iwert (Allemagne) Juges de lignes :Danny Beresford (Grande-Bretagne) Clément Goncalves (France) |

| 18 février 2016 | Russie | 2-4 (0-2, 1-0, 1-2) | États-Unis | Youth Hall 564 spectateurs |

| Feuille de match | Feuille de match                                                                      | Feuille de match        | Feuille de match | Feuille de match                                                                                            |
| ---------------- | ------------------------------------------------------------------------------------- | ----------------------- | --- | --- |
|                  | - Jabreïev (Babintsev, Denissenko) — 22 min 38 s - Nijnikov (Denejkine) — 42 min 46 s | 0-1 0-2 1-2 1-3 1-4 2-4 | Weiss (Wahlstrom) — 4 min 16 s DeBoer (Wise, Walsh) — 12 min 25 s - Pivonka (Weiss) — 31 min 25 s Gruden (MacKinnon, Middendorf) — 39 min 6 s - | Arbitrage : Alex Di Pietro (Suisse) Juges de lignes :Niclas Lundsgaard (Danemark) Tobias Nordlander (Suède) |
| Amir Miftakhov   | Gardiens                                                                              | Drew DeRidder           | | Arbitrage : Alex Di Pietro (Suisse) Juges de lignes :Niclas Lundsgaard (Danemark) Tobias Nordlander (Suède) |
| 26,5 min         | Pénalités                                                                             | 10,5 min                | | Arbitrage : Alex Di Pietro (Suisse) Juges de lignes :Niclas Lundsgaard (Danemark) Tobias Nordlander (Suède) |
| 24               | Tirs                                                                                  | 20                      | | Arbitrage : Alex Di Pietro (Suisse) Juges de lignes :Niclas Lundsgaard (Danemark) Tobias Nordlander (Suède) |

| Clt   | Équipe     | PJ | V | VF | D | DF | BP | BC | Diff | Pts |
| ----- | ---------- | -- | - | -- | - | -- | -- | -- | ---- | --- |
| +001, | Canada     | 4  | 3 | 0  | 1 | 0  | 18 | 7  | +11  | 9   |
| +002, | États-Unis | 4  | 3 | 0  | 1 | 0  | 18 | 7  | +11  | 9   |
| +003, | Russie     | 4  | 2 | 1  | 1 | 0  | 21 | 9  | +12  | 8   |
| +004, | Finlande   | 4  | 1 | 0  | 2 | 1  | 14 | 11 | +3   | 4   |
| +005, | Norvège    | 4  | 0 | 0  | 4 | 0  | 1  | 38 | -37  | 0   |

- Qualifié pour les demi-finales

#### Phase finale

##### Tableau
|  | Demi-finales                   | Demi-finales                   |                        |   | Finale                         | Finale                         |
|  | Demi-finales                   | Demi-finales                   |                        |   | Finale                         | Finale                         |
|  |                                |                                |                        |   |                                |                                |
|  | 19 février 2016, Kristins Hall | 19 février 2016, Kristins Hall |                        |   | 21 février 2016, Kristins Hall | 21 février 2016, Kristins Hall |
|  | 19 février 2016, Kristins Hall | 19 février 2016, Kristins Hall |                        |   | 21 février 2016, Kristins Hall | 21 février 2016, Kristins Hall |
|  | Canada                         | 4                              |                        |   | 21 février 2016, Kristins Hall | 21 février 2016, Kristins Hall |
|  | Canada                         | 4                              |                        |   | 21 février 2016, Kristins Hall | 21 février 2016, Kristins Hall |
|  | Finlande                       | 3                              |                        |   | 21 février 2016, Kristins Hall | 21 février 2016, Kristins Hall |
|  | Finlande                       | 3                              | Canada                 | 2 |                                |                                |
|  | 19 février 2016, Kristins Hall |                                | Canada                 | 2 |                                |                                |
|  |                                | États-Unis                     | 5                      |   |                                |                                |
|  | États-Unis                     | États-Unis                     | 5                      | 3 |                                |                                |
|  | États-Unis                     |                                |                        | 3 |                                |                                |
|  | Russie                         | 0                              |                        |   |                                |                                |
|  | Russie                         | 0                              | Match pour la 3e place |   |                                |                                |
|  |                                |                                |                        |   |                                |                                |
|  | 20 février 2016, Kristins Hall |                                |                        |   |                                |                                |
|  |                                |                                |                        |   |                                |                                |
|  | Finlande                       | 2                              |                        |   |                                |                                |
|  | Finlande                       | 2                              |                        |   |                                |                                |
|  | Russie                         | 6                              |                        |   |                                |                                |
|  | Russie                         | 6                              |                        |   |                                |                                |

##### Demi-finales
| 19 février 2016 | Canada | 4-3 (TB) (0-1, 2-1, 1-1, 1-0) | Finlande | Kristins Hall 1 472 spectateurs |

| Feuille de match | Feuille de match | Feuille de match            | Feuille de match | Feuille de match |
| ---------------- | --- | --------------------------- | --- | --- |
|                  | - Focht (Groulx, Merkley) — 18 min 59 s (IN) MacDonald (Merkley, Burzan) — 21 min 22 s - Groulx (Merkley, Focht) — 41 min 32 s (SN) Groulx — 45 min (TB) | 0-1 0-2 1-2 2-2 2-3 3-3 4-3 | Utunen (Kotkaniemi, Nordgren) — 14 min 53 s (2 SN) Moilanen (Nordgren, Utunen) — 15 min 30 s (2 SN) - Kotkaniemi (Rannisto, Nordgren) — 39 min 10 s - | Arbitrage : Daniel Prazak (Rép. tchèque) Juges de lignes : Clément Goncalves (France) Aleh Kliashcheunikau (Biélorussie) |
| Alexis Gravel    | Gardiens | Jimi Uusitalo               | | Arbitrage : Daniel Prazak (Rép. tchèque) Juges de lignes : Clément Goncalves (France) Aleh Kliashcheunikau (Biélorussie) |
| 23,5 min         | Pénalités | 7,5 min                     | | Arbitrage : Daniel Prazak (Rép. tchèque) Juges de lignes : Clément Goncalves (France) Aleh Kliashcheunikau (Biélorussie) |
| 21               | Tirs | 29                          | | Arbitrage : Daniel Prazak (Rép. tchèque) Juges de lignes : Clément Goncalves (France) Aleh Kliashcheunikau (Biélorussie) |

| 19 février 2016 | États-Unis | 3-0 (0-0, 1-0, 2-0) | Russie | Kristins Hall 1 902 spectateurs |

| Feuille de match | Feuille de match                                                                                            | Feuille de match | Feuille de match | Feuille de match |
| ---------------- | --- | ---------------- | ---------------- | --- |
|                  | Pivonka (Middendorf, Savage) — 19 min 41 s Wise (Gruden) — 43 min 18 s (IN + CV) Walsh (Wise) — 44 min 30 s | 1-0 2-0 3-0      | -                | Arbitrage : Lars Johan Gossas (Suède) Juges de lignes : Danny Beresford (Grande-Bretagne) Thomas Nordberg Pettersen (Norvège) |
| Drew DeRidder    | Gardiens | Amir Miftakhov   |                  | Arbitrage : Lars Johan Gossas (Suède) Juges de lignes : Danny Beresford (Grande-Bretagne) Thomas Nordberg Pettersen (Norvège) |
| 6 min            | Pénalités                                                                                                   | 13 min           |                  | Arbitrage : Lars Johan Gossas (Suède) Juges de lignes : Danny Beresford (Grande-Bretagne) Thomas Nordberg Pettersen (Norvège) |
| 23               | Tirs | 19               |                  | Arbitrage : Lars Johan Gossas (Suède) Juges de lignes : Danny Beresford (Grande-Bretagne) Thomas Nordberg Pettersen (Norvège) |

##### Match pour la troisième place
| 20 février 2016 | Russie | 6-2 (1-1, 3-1, 2-0) | Finlande | Kristins Hall 1 652 spectateurs |

| Feuille de match | Feuille de match | Feuille de match                | Feuille de match                                                      | Feuille de match |
| ---------------- | --- | ------------------------------- | --------------------------------------------------------------------- | --- |
|                  | - Jouravliov (Denissenko, Jabreïev) — 8 min 28 s (SN) Nijnikov (Babintsev, Denissenko) — 16 min - Sokolov (Jiliakov) — 28 min 45 s Denissenko (Jiliakov, Jabreïev) — 29 min 43 s Kotkov (Khovanov) — 30 min 16 s Khovanov (Kotkov) — 42 min 21 s | 0-1 1-1 2-1 2-2 3-2 4-2 5-2 6-2 | Kupari (Nevasaari) — 30 s - Kotkaniemi (Åkerman) — 24 min 15 s (SN) - | Arbitrage : Marc Iwert (Allemagne) Juges de lignes : Aleh Kliashcheunikau (Biélorussie) Thomas Nordberg Pettersen (Norvège) |
| Amir Miftakhov   | Gardiens | Justus Annunen Jimi Uusitalo    |                                                                       | Arbitrage : Marc Iwert (Allemagne) Juges de lignes : Aleh Kliashcheunikau (Biélorussie) Thomas Nordberg Pettersen (Norvège) |
| 12 min           | Pénalités | 7,5 min                         |                                                                       | Arbitrage : Marc Iwert (Allemagne) Juges de lignes : Aleh Kliashcheunikau (Biélorussie) Thomas Nordberg Pettersen (Norvège) |
| 19               | Tirs | 20                              |                                                                       | Arbitrage : Marc Iwert (Allemagne) Juges de lignes : Aleh Kliashcheunikau (Biélorussie) Thomas Nordberg Pettersen (Norvège) |

##### Finale
| 21 février 2016 | Canada | 2-5 (0-1, 1-2, 1-2) | États-Unis | Kristins Hall 2 428 spectateurs |

| Feuille de match               | Feuille de match                                                              | Feuille de match            | Feuille de match | Feuille de match                                                                                             |
| ------------------------------ | ----------------------------------------------------------------------------- | --------------------------- | --- | --- |
|                                | - Merkley (Focht) — 24 min 32 s (SN) - McShane (Busby, Smith) — 41 min 11 s - | 0-1 0-2 1-2 1-3 2-3 2-4 2-5 | Walsh (Gruden, DeBoer) — 8 min DeBoer (Pivonka, Semik) — 17 min 56 s (SN) - Krygier (MacKinnon, Gruden) — 26 min 25 s - Weiss — 44 min 4 s (CV) Wise (Pivonka) — 44 min 41 s (SN + CV) | Arbitrage : Alex Di Pietro (Suisse) Juges de lignes : Niclas Lundsgaard (Danemark) Tobias Nordlander (Suède) |
| Alexis Gravel Olivier Rodrigue | Gardiens                                                                      | Drew DeRidder               | | Arbitrage : Alex Di Pietro (Suisse) Juges de lignes : Niclas Lundsgaard (Danemark) Tobias Nordlander (Suède) |
| 7,5 min                        | Pénalités                                                                     | 4,5 min                     | | Arbitrage : Alex Di Pietro (Suisse) Juges de lignes : Niclas Lundsgaard (Danemark) Tobias Nordlander (Suède) |
| 25                             | Tirs                                                                          | 23                          | | Arbitrage : Alex Di Pietro (Suisse) Juges de lignes : Niclas Lundsgaard (Danemark) Tobias Nordlander (Suède) |

#### Classement final

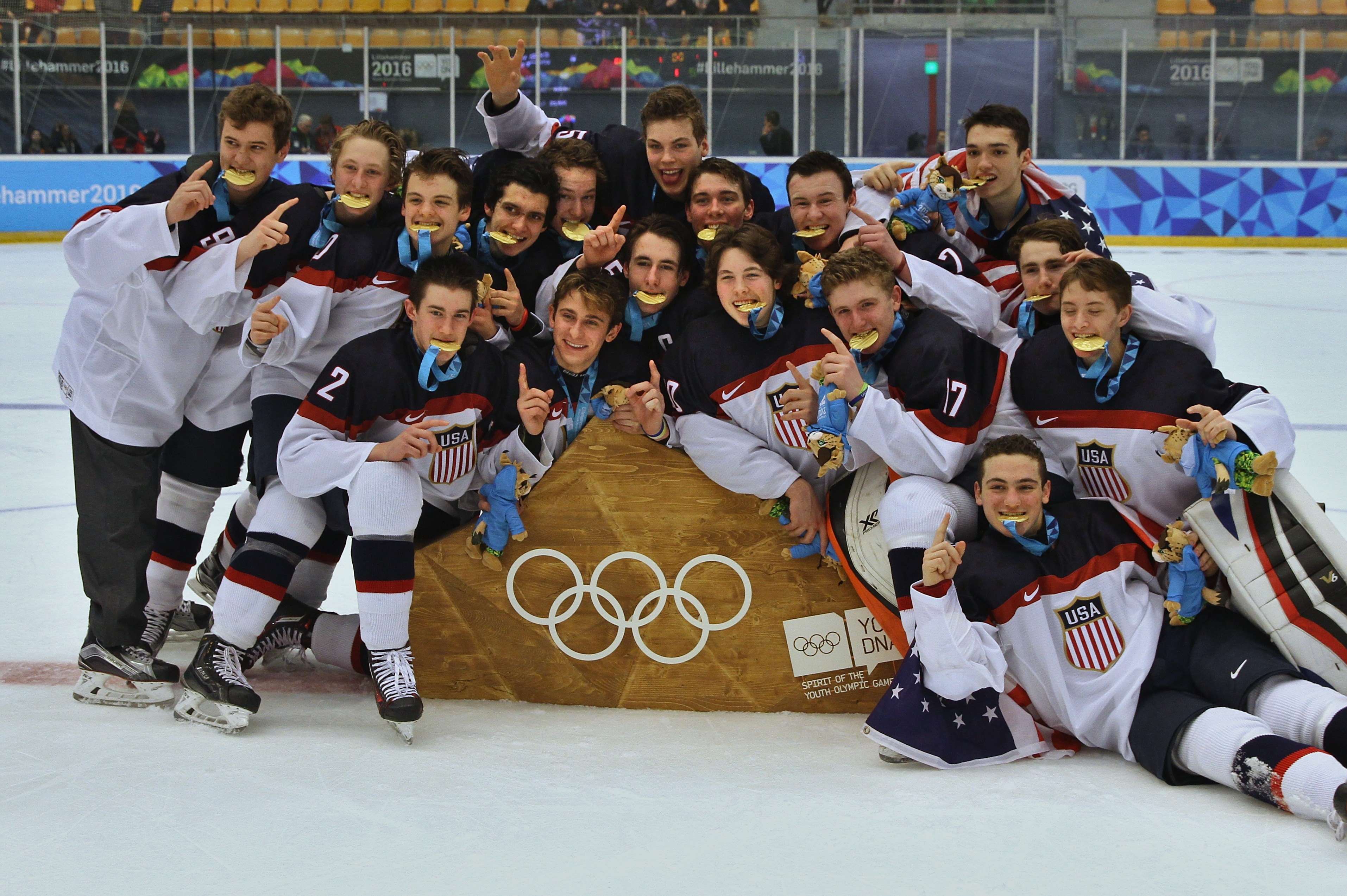
La sélection américaine célébrant leur médaille d'or dans le tournoi masculin.

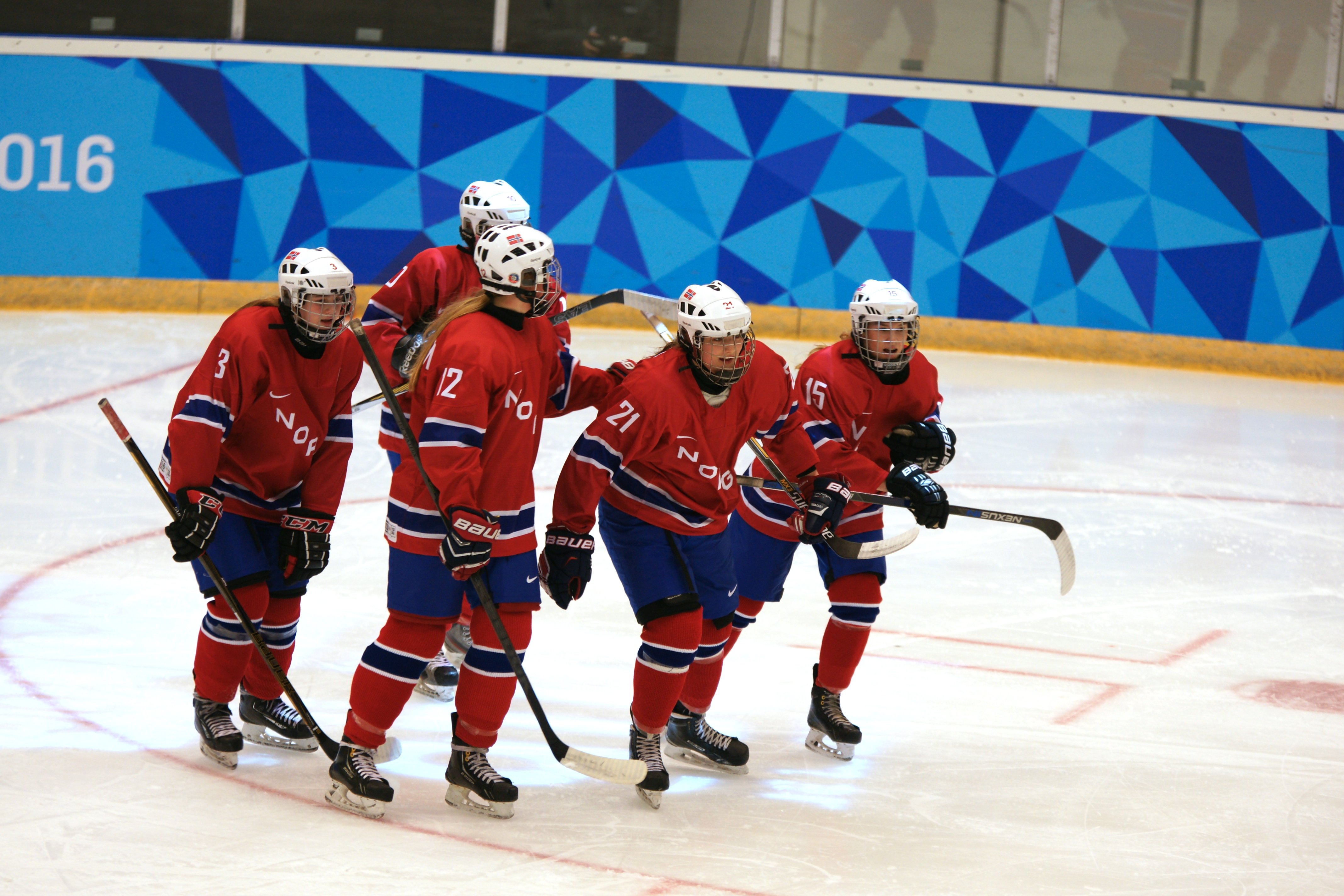
L'équipe norvégienne, qui ne se classe que dernière à domicile.

| Place                               | Équipe     |
| ----------------------------------- | ---------- |
| Médaille d'or, Jeux olympiques      | États-Unis |
| Médaille d'argent, Jeux olympiques  | Canada     |
| Médaille de bronze, Jeux olympiques | Russie     |
| 4                                   | Finlande   |
| 5                                   | Norvège    |

### Tournoi féminin

#### Arbitres
| Arbitres             | Juges de ligne     |
| -------------------- | ------------------ |
| Daria Abrosimova     | Jessica Brambilla  |
| Samantha Hiller      | Senovwa Mollen     |
| Vanessa Ley          | Jenna Puhakka      |
| Maria Raabye Füchsel | Jacqueline Sauer   |
|                      | Marion Dahl Strand |
| Leticia Tscherrig    |                    |

#### Premier tour
| 12 février 2016 | Slovaquie | 2-1 (0-1, 1-0, 1-0) | Norvège | Kristins Hall 425 spectateurs |

| Feuille de match  | Feuille de match                                                      | Feuille de match | Feuille de match                            | Feuille de match                                                                                          |
| ----------------- | --------------------------------------------------------------------- | ---------------- | ------------------------------------------- | --- |
|                   | - Agostonova — 15 min 51 s Matasova (Cornakova, Koysova) — 38 min 4 s | 0-1 1-1 2-1      | Sirum (Endrerud, Jørgensen) — 12 min 45 s - | Arbitrage : Vanessa Ley (Canada) Juges de lignes : Senovwa Mollen (Pays-Bas) Jacqueline Sauer (Allemagne) |
| Simona Lezovicova | Gardiens                                                              | Ena Nystrøm      |                                             | Arbitrage : Vanessa Ley (Canada) Juges de lignes : Senovwa Mollen (Pays-Bas) Jacqueline Sauer (Allemagne) |
| 1,5 min           | Pénalités                                                             | 29,5 min         |                                             | Arbitrage : Vanessa Ley (Canada) Juges de lignes : Senovwa Mollen (Pays-Bas) Jacqueline Sauer (Allemagne) |
| 19                | Tirs                                                                  | 8                |                                             | Arbitrage : Vanessa Ley (Canada) Juges de lignes : Senovwa Mollen (Pays-Bas) Jacqueline Sauer (Allemagne) |

| 13 février 2016 | République tchèque | 2-1 (1-1, 1-0, 0-0) | Slovaquie | Youth Hall 185 spectateurs |

| Feuille de match  | Feuille de match                                         | Feuille de match | Feuille de match            | Feuille de match                                                                                                |
| ----------------- | -------------------------------------------------------- | ---------------- | --------------------------- | --- |
|                   | Exnerova (Lerchova) — 4 min 29 s - Mlynkova — 27 min 9 s | 1-0 1-1 2-1      | - Agostonova — 5 min 48 s - | Arbitrage : Daria Abrosimova (Russie) Juges de lignes : Jessica Brambilla (Italie) Marion Dahl Strand (Norvège) |
| Karolina Juricova | Gardiens                                                 | Andrea Risianova |                             | Arbitrage : Daria Abrosimova (Russie) Juges de lignes : Jessica Brambilla (Italie) Marion Dahl Strand (Norvège) |
| 3 min             | Pénalités                                                | 4,5 min          |                             | Arbitrage : Daria Abrosimova (Russie) Juges de lignes : Jessica Brambilla (Italie) Marion Dahl Strand (Norvège) |
| 34                | Tirs                                                     | 14               |                             | Arbitrage : Daria Abrosimova (Russie) Juges de lignes : Jessica Brambilla (Italie) Marion Dahl Strand (Norvège) |

| 13 février 2016 | Suède | 1-2 (TB) (1-0, 0-0, 0-1, 0-1) | Suisse | Youth Hall 184 spectateurs |

| Feuille de match | Feuille de match                     | Feuille de match | Feuille de match                                | Feuille de match                                                                                             |
| ---------------- | ------------------------------------ | ---------------- | ----------------------------------------------- | --- |
|                  | Lundin (J. Carlsson) — 11 min 21 s - | 1-0 1-1          | - Rüedi (Enzler) — 38 min 7 s (SN) Ryhner (TFG) | Arbitrage : Samantha Hiller (États-Unis) Juges de lignes : Senowa Mollen (Pays-Bas) Jenna Puhakka (Finlande) |
| Anna Amholt      | Gardiens                             | Saskia Maurer    |                                                 | Arbitrage : Samantha Hiller (États-Unis) Juges de lignes : Senowa Mollen (Pays-Bas) Jenna Puhakka (Finlande) |
| 3 min            | Pénalités                            | 4,5 min          |                                                 | Arbitrage : Samantha Hiller (États-Unis) Juges de lignes : Senowa Mollen (Pays-Bas) Jenna Puhakka (Finlande) |
| 18               | Tirs                                 | 18               |                                                 | Arbitrage : Samantha Hiller (États-Unis) Juges de lignes : Senowa Mollen (Pays-Bas) Jenna Puhakka (Finlande) |

| 14 février 2016 | Norvège | 0-3 (0-0, 0-3, 0-0) | République tchèque | Kristins Hall 798 spectateurs |

| Feuille de match     | Feuille de match | Feuille de match | Feuille de match                                                                                        | Feuille de match |
| -------------------- | ---------------- | ---------------- | --- | --- |
|                      | -                | 0-1 0-2 0-3      | Lerchova (Hrdinova) — 18 min 21 s Lorencova (Halounova, Kotounova) — 16 min 54 s Erbenova — 17 min 16 s | Arbitrage : Maria Raabye Fünschel (Danemark) Juges de lignes : Jessica Brambilla (Italie) Leticia Tscherrig (Suisse) |
| Mia Christine Isdahl | Gardiens         | Kristina Blahova | | Arbitrage : Maria Raabye Fünschel (Danemark) Juges de lignes : Jessica Brambilla (Italie) Leticia Tscherrig (Suisse) |
| 13,5 min             | Pénalités        | 3 min            | | Arbitrage : Maria Raabye Fünschel (Danemark) Juges de lignes : Jessica Brambilla (Italie) Leticia Tscherrig (Suisse) |
| 8                    | Tirs             | 28               | | Arbitrage : Maria Raabye Fünschel (Danemark) Juges de lignes : Jessica Brambilla (Italie) Leticia Tscherrig (Suisse) |

| 15 février 2016 | Suède | 2-1 (TB) (1-0, 0-1, 0-0, 1-0) | Slovaquie | Youth Hall 160 spectateurs |

| Feuille de match | Feuille de match                                    | Feuille de match  | Feuille de match                         | Feuille de match                                                                                                |
| ---------------- | --------------------------------------------------- | ----------------- | ---------------------------------------- | --- |
|                  | Ljungblom (Lundin) — 7 min 38 s - W. Carlsson (TFG) | 1-0 1-1           | - Cornakova (Agostonova) — 28 min 26 s - | Arbitrage : Daria Abrosimova (Russie) Juges de lignes : Marion Dahl Strand (Norvège) Leticia Tscherrig (Suisse) |
| Anna Amholt      | Gardiens                                            | Simona Lezovikova |                                          | Arbitrage : Daria Abrosimova (Russie) Juges de lignes : Marion Dahl Strand (Norvège) Leticia Tscherrig (Suisse) |
| 9 min            | Pénalités                                           | 4,5 min           |                                          | Arbitrage : Daria Abrosimova (Russie) Juges de lignes : Marion Dahl Strand (Norvège) Leticia Tscherrig (Suisse) |
| 26               | Tirs                                                | 14                |                                          | Arbitrage : Daria Abrosimova (Russie) Juges de lignes : Marion Dahl Strand (Norvège) Leticia Tscherrig (Suisse) |

| 15 février 2016 | Suisse | 3-1 (1-0, 0-0, 2-1) | Norvège | Youth Hall 350 spectateurs |

| Feuille de match | Feuille de match                                                                                       | Feuille de match | Feuille de match                         | Feuille de match                                                                                              |
| ---------------- | --- | ---------------- | ---------------------------------------- | --- |
|                  | Enzler (Ryhner) — 9 min 5 s Rüedi (Enzler, Ryhner) — 30 min 19 s - Enzler (Ryhner, Rüedi) — 41 min 8 s | 1-0 2-0 2-1 3-1  | - Jørgensen (Havarstein) — 34 min 10 s - | Arbitrage : Samantha Hiller (États-Unis) Juges de lignes : Senovwa Mollen (Pays-Bas) Jenna Puhukka (Finlande) |
| Ramona Forrer    | Gardiens                                                                                               | Ena Nystrøm      |                                          | Arbitrage : Samantha Hiller (États-Unis) Juges de lignes : Senovwa Mollen (Pays-Bas) Jenna Puhukka (Finlande) |
| 4,5 min          | Pénalités                                                                                              | 7,5 min          |                                          | Arbitrage : Samantha Hiller (États-Unis) Juges de lignes : Senovwa Mollen (Pays-Bas) Jenna Puhukka (Finlande) |
| 28               | Tirs                                                                                                   | 14               |                                          | Arbitrage : Samantha Hiller (États-Unis) Juges de lignes : Senovwa Mollen (Pays-Bas) Jenna Puhukka (Finlande) |

| 16 février 2016 | République tchèque | 0-2 (0-0, 0-1, 0-1) | Suède | Youth Hall 77 spectateurs |

| Feuille de match  | Feuille de match | Feuille de match | Feuille de match                                            | Feuille de match                                                                                           |
| ----------------- | ---------------- | ---------------- | ----------------------------------------------------------- | --- |
|                   | -                | 0-1 0-2          | Ljungblom (Bouveng) — 24 min 2 s Bouveng — 44 min 24 s (CV) | Arbitrage : Vanessa Ley (Canada) Juges de lignes : Jacqueline Sauer (Allemagne) Leticia Tscherrig (Suisse) |
| Karolina Juricova | Gardiens         | Anna Amholt      |                                                             | Arbitrage : Vanessa Ley (Canada) Juges de lignes : Jacqueline Sauer (Allemagne) Leticia Tscherrig (Suisse) |
| 6 min             | Pénalités        | 4,5 min          |                                                             | Arbitrage : Vanessa Ley (Canada) Juges de lignes : Jacqueline Sauer (Allemagne) Leticia Tscherrig (Suisse) |
| 12                | Tirs             | 20               |                                                             | Arbitrage : Vanessa Ley (Canada) Juges de lignes : Jacqueline Sauer (Allemagne) Leticia Tscherrig (Suisse) |

| 16 février 2016 | Slovaquie | 2-4 (0-0, 1-3, 1-1) | Suisse | Youth Hall 85 spectateurs |

| Feuille de match | Feuille de match                                                                        | Feuille de match        | Feuille de match | Feuille de match |
| ---------------- | --------------------------------------------------------------------------------------- | ----------------------- | --- | --- |
|                  | - Hajnikova (Majerikova) — 24 min 49 s - Kucerkova (Caganova, Rumanova) — 37 min 56 s - | 0-1 0-2 1-2 1-3 2-3 2-4 | Enzler — 18 min 40 s Rüedi (Wetli) — 19 min 9 s (SN) - Berta (Zimmermann) — 28 min 37 s - Ryhner (Wetli, Schlegel) — 41 min 36 s | Arbitrage : Maria Raabye Füschel (Danemark) Juges de lignes : Jenna Puhakka (Finlande) Marion Dahl Strand (Norvège) |
| Andrea Risianova | Gardiens                                                                                | Saskia Maurer           | | Arbitrage : Maria Raabye Füschel (Danemark) Juges de lignes : Jenna Puhakka (Finlande) Marion Dahl Strand (Norvège) |
| 6 min            | Pénalités                                                                               | 9 min                   | | Arbitrage : Maria Raabye Füschel (Danemark) Juges de lignes : Jenna Puhakka (Finlande) Marion Dahl Strand (Norvège) |
| 14               | Tirs                                                                                    | 19                      | | Arbitrage : Maria Raabye Füschel (Danemark) Juges de lignes : Jenna Puhakka (Finlande) Marion Dahl Strand (Norvège) |

| 18 février 2016 | Norvège | 0-5 (0-2, 0-1, 0-2) | Suède | Kristins Hall 1 252 spectateurs |

| Feuille de match     | Feuille de match | Feuille de match    | Feuille de match | Feuille de match                                                                                                   |
| -------------------- | ---------------- | ------------------- | --- | --- |
|                      | -                | 0-1 0-2 0-3 0-4 0-5 | Bouveng (A. Wilhelmsson) — 1 min 6 s W. Carlsson — 12 min 46 s Lundin (W. Carlsson) — 15 min 47 s Strömgren — 42 min 47 s Ljungblom (J. Carlsson, Nyhlén Persson) — 43 min 16 s | Arbitrage : Maria Raabye Fünschel (Danemark) Juges de lignes : Jessica Brambilla (Italie) Jenna Puhakka (Finlande) |
| Mia Christine Isdahl | Gardiens         | Therese Järnkrok    | | Arbitrage : Maria Raabye Fünschel (Danemark) Juges de lignes : Jessica Brambilla (Italie) Jenna Puhakka (Finlande) |
| 4,5 min              | Pénalités        | 1,5 min             | | Arbitrage : Maria Raabye Fünschel (Danemark) Juges de lignes : Jessica Brambilla (Italie) Jenna Puhakka (Finlande) |
| 11                   | Tirs             | 29                  | | Arbitrage : Maria Raabye Fünschel (Danemark) Juges de lignes : Jessica Brambilla (Italie) Jenna Puhakka (Finlande) |

| 18 février 2016 | Suisse | 1-2 (1-1, 0-0, 0-1) | République tchèque | Youth Hall 284 spectateurs |

| Feuille de match | Feuille de match                  | Feuille de match | Feuille de match                                          | Feuille de match |
| ---------------- | --------------------------------- | ---------------- | --------------------------------------------------------- | --- |
|                  | - Enzler (Ryhner) — 14 min 18 s - | 0-1 1-1 1-2      | Mlynkova — 12 min 1 s (IN) - Machalova — 33 min 37 s (SN) | Arbitrage : Samantha Hiller (États-Unis) Juges de lignes : Jacqueline Sauer (Allemagne) Marion Dahl Strand (Norvège) |
| Ramona Forrer    | Gardiens                          | Kristyna Blahova |                                                           | Arbitrage : Samantha Hiller (États-Unis) Juges de lignes : Jacqueline Sauer (Allemagne) Marion Dahl Strand (Norvège) |
| 6 min            | Pénalités                         | 4,5 min          |                                                           | Arbitrage : Samantha Hiller (États-Unis) Juges de lignes : Jacqueline Sauer (Allemagne) Marion Dahl Strand (Norvège) |
| 11               | Tirs                              | 21               |                                                           | Arbitrage : Samantha Hiller (États-Unis) Juges de lignes : Jacqueline Sauer (Allemagne) Marion Dahl Strand (Norvège) |

| Clt   | Équipe    | PJ | V | VF | D | DF | BP | BC | Diff | Pts |
| ----- | --------- | -- | - | -- | - | -- | -- | -- | ---- | --- |
| +001, | Suède     | 4  | 2 | 1  | 0 | 1  | 10 | 3  | +7   | 9   |
| +002, | Tchéquie  | 4  | 3 | 0  | 1 | 0  | 7  | 4  | +3   | 9   |
| +003, | Suisse    | 4  | 2 | 1  | 1 | 0  | 10 | 6  | +3   | 8   |
| +004, | Slovaquie | 4  | 1 | 0  | 2 | 1  | 6  | 9  | -3   | 4   |
| +005, | Norvège   | 4  | 0 | 0  | 4 | 0  | 2  | 13 | -11  | 0   |

- Qualifié pour les demi-finales

#### Phase finale

##### Tableau
|  | Demi-finales                   | Demi-finales                   |                        |   | Finale                         | Finale                         |
|  | Demi-finales                   | Demi-finales                   |                        |   | Finale                         | Finale                         |
|  |                                |                                |                        |   |                                |                                |
|  | 19 février 2016, Kristins Hall | 19 février 2016, Kristins Hall |                        |   | 21 février 2016, Kristins Hall | 21 février 2016, Kristins Hall |
|  | 19 février 2016, Kristins Hall | 19 février 2016, Kristins Hall |                        |   | 21 février 2016, Kristins Hall | 21 février 2016, Kristins Hall |
|  | Suède                          | 5                              |                        |   | 21 février 2016, Kristins Hall | 21 février 2016, Kristins Hall |
|  | Suède                          | 5                              |                        |   | 21 février 2016, Kristins Hall | 21 février 2016, Kristins Hall |
|  | Slovaquie                      | 0                              |                        |   | 21 février 2016, Kristins Hall | 21 février 2016, Kristins Hall |
|  | Slovaquie                      | 0                              | Suède                  | 3 |                                |                                |
|  | 19 février 2016, Youth Hall    |                                | Suède                  | 3 |                                |                                |
|  |                                | Tchéquie                       | 1                      |   |                                |                                |
|  | Tchéquie                       | Tchéquie                       | 1                      | 2 |                                |                                |
|  | Tchéquie                       |                                |                        | 2 |                                |                                |
|  | Suisse                         | 1                              |                        |   |                                |                                |
|  | Suisse                         | 1                              | Match pour la 3e place |   |                                |                                |
|  |                                |                                |                        |   |                                |                                |
|  | 20 février 2016, Kristins Hall |                                |                        |   |                                |                                |
|  |                                |                                |                        |   |                                |                                |
|  | Slovaquie                      | 2                              |                        |   |                                |                                |
|  | Slovaquie                      | 2                              |                        |   |                                |                                |
|  | Suisse                         | 5                              |                        |   |                                |                                |
|  | Suisse                         | 5                              |                        |   |                                |                                |

##### Demi-finales
| 19 février 2016 | Suède | 5-0 (4-0, 0-0, 1-0) | Slovaquie | Kristins Hall 732 spectateurs |

| Feuille de match | Feuille de match | Feuille de match    | Feuille de match | Feuille de match                                                                                            |
| ---------------- | --- | ------------------- | ---------------- | --- |
|                  | Lundin (Ljungblom) — 2 min 6 s (SN) Bouveng (A. Wilhelmsson) — 4 min 1 s Nyhlén Persson (Westerlund, Brolin) — 4 min 13 s Lungblom (Lundin, Sjölund) — 8 min 43 s Bouveng (Nyhlén Persson, Sjölund) — 38 min 23 s | 1-0 2-0 3-0 4-0 5-0 | -                | Arbitrage : Daria Abrasimova (Russie) Juges de lignes : Senovwa Molle (Pays-Bas) Leticia Tscherrig (Suisse) |
| Anna Amholt      | Gardiens | Andrea Risianova    |                  | Arbitrage : Daria Abrasimova (Russie) Juges de lignes : Senovwa Molle (Pays-Bas) Leticia Tscherrig (Suisse) |
| 35,5 min         | Pénalités | 10,5 min            |                  | Arbitrage : Daria Abrasimova (Russie) Juges de lignes : Senovwa Molle (Pays-Bas) Leticia Tscherrig (Suisse) |
| 15               | Tirs | 13                  |                  | Arbitrage : Daria Abrasimova (Russie) Juges de lignes : Senovwa Molle (Pays-Bas) Leticia Tscherrig (Suisse) |

| 19 février 2016 | République tchèque | 2-1 (TB) (1-0, 0-1, 0-0, 1-0) | Suisse | Youth Hall 350 spectateurs |

| Feuille de match | Feuille de match                               | Feuille de match | Feuille de match                                | Feuille de match                                                                                           |
| ---------------- | ---------------------------------------------- | ---------------- | ----------------------------------------------- | --- |
|                  | Hornicka (Machalova, Kotounova) — 4 min 26 s - | 1-0 1-1          | - Enzler (Zimmermann, Rüedi) — 28 min 45 s (SN) | Arbitrage : Vanessa Ley (Canada) Juges de lignes : Jessica Brambilla (Italie) Jacqueline Sauer (Allemagne) |
| Kristyna Blahova | Gardiens                                       | Saskia Maurer    |                                                 | Arbitrage : Vanessa Ley (Canada) Juges de lignes : Jessica Brambilla (Italie) Jacqueline Sauer (Allemagne) |
| 7,5 min          | Pénalités                                      | 19 min           |                                                 | Arbitrage : Vanessa Ley (Canada) Juges de lignes : Jessica Brambilla (Italie) Jacqueline Sauer (Allemagne) |
| 29               | Tirs                                           | 10               |                                                 | Arbitrage : Vanessa Ley (Canada) Juges de lignes : Jessica Brambilla (Italie) Jacqueline Sauer (Allemagne) |

##### Match pour la médaille de bronze
| 20 février 2016 | Suisse | 5-2 (0-1, 3-0, 2-1) | Slovaquie | Kristins Hall 472 spectateurs |

| Feuille de match | Feuille de match | Feuille de match            | Feuille de match                                               | Feuille de match |
| ---------------- | --- | --------------------------- | -------------------------------------------------------------- | --- |
|                  | - Ryhner (Enzler, Rüedi) — 20 min 49 s Berta (Wetli) — 27 min 57 s Ryhner (Rüedi, Enzler) — 29 min 28 s (SN) Ryhner (Enzler) — 34 min 13 s (SN) Schlegel — 40 min 56 s - | 0-1 1-1 2-1 3-1 4-1 5-1 5-2 | Horvathova — 4 min 55 s - Sedlakova (Agostonova) — 44 min 13 s | Arbitrage : Maria Raabye Füschel (Danemark) Juges de lignes : Senovwa Mollen (Pays-Bas) Jacqueline Sauer (Allemagne) |
| Saskia Maurer    | Gardiens | Simona Lezovicova           |                                                                | Arbitrage : Maria Raabye Füschel (Danemark) Juges de lignes : Senovwa Mollen (Pays-Bas) Jacqueline Sauer (Allemagne) |
| 3 min            | Pénalités | 4,5 min                     |                                                                | Arbitrage : Maria Raabye Füschel (Danemark) Juges de lignes : Senovwa Mollen (Pays-Bas) Jacqueline Sauer (Allemagne) |
| 20               | Tirs | 11                          |                                                                | Arbitrage : Maria Raabye Füschel (Danemark) Juges de lignes : Senovwa Mollen (Pays-Bas) Jacqueline Sauer (Allemagne) |

##### Finale
| 21 février 2016 | Suède | 3-1 (1-1, 2-0, 0-0) | République tchèque | Kristins Hall 552 spectateurs |

| Feuille de match | Feuille de match                                                                                     | Feuille de match                   | Feuille de match                         | Feuille de match                                                                                               |
| ---------------- | --- | ---------------------------------- | ---------------------------------------- | --- |
|                  | Lundin (Ljungblom) — 7 min 45 s - Lundin (Nyhlén Persson) — 20 min 26 s A. Wilhelmsson — 26 min 23 s | 1-0 1-1 2-1 3-1                    | - Lerchova (Jandusikova) — 14 min 56 s - | Arbitrage : Samantha Hiller (États-Unis) Juges de lignes : Jenna Puhakka (Finlande) Leticia Tscherrig (Suisse) |
| Anna Amholt      | Gardiens                                                                                             | Kristyna Blahova Karolina Juricova |                                          | Arbitrage : Samantha Hiller (États-Unis) Juges de lignes : Jenna Puhakka (Finlande) Leticia Tscherrig (Suisse) |
| 4,5 min          | Pénalités                                                                                            | 1,5 min                            |                                          | Arbitrage : Samantha Hiller (États-Unis) Juges de lignes : Jenna Puhakka (Finlande) Leticia Tscherrig (Suisse) |
| 33               | Tirs                                                                                                 | 10                                 |                                          | Arbitrage : Samantha Hiller (États-Unis) Juges de lignes : Jenna Puhakka (Finlande) Leticia Tscherrig (Suisse) |

#### Classement final
| Place                               | Équipe    |
| ----------------------------------- | --------- |
| Médaille d'or, Jeux olympiques      | Suède     |
| Médaille d'argent, Jeux olympiques  | Tchéquie  |
| Médaille de bronze, Jeux olympiques | Suisse    |
| 4                                   | Slovaquie |
| 5                                   | Norvège   |

## Concours individuel d'habileté

### Qualifications
Les qualifications se déroulent en deux étapes. La première étape est jouée au niveau national entre le 1er octobre 2014 et le 7 mai 2015 avec les fédérations de chaque pays participant organisant leurs propres concours d'habileté afin de déterminer leurs représentants. La seconde étape a lieu au niveau international avec un concours global d'habileté organisé du 8 au 10 juillet 2015 à l'occasion du camp de développement de hockey 2015 à Vierumäki en Finlande. Au total, 36 garçons et 31 filles venant de 36 pays prennent part au concours global, À l'issue des concours, les 15 meilleurs joueurs et les 15 meilleures joueuses, auxquels se joignent les représentants de la Norvège participant également à l'événement, se qualifient pour les JOJ d'hiver de 2016,.

### Format de compétition
Les deux concours ont un format identique. Les concours sont divisés en deux phases : un tour qualificatif et une finale. Pour le tour qualificatif, les 16 concurrents sont évalués sur six exercices d'habileté. Lors de chaque exercice, les athlètes sont associés par paire pour des confrontations à élimination directe jusqu'à ce que l'un d'entre eux remporte l'exercice, puis reçoivent un certain nombre de points en fonction de leur classement. Les points gagnés sont accumulés pour le classement général dont les huit premiers se qualifient pour la finale. En cas d'égalité de points, le nombre de positions obtenues est comparé en commençant par la première place. S'il y a toujours égalité, l'ordre général de têtes de série des athlètes est alors pris en compte pour les départager. La finale se déroule sur le même principe que le tour qualificatif, la classement final déterminant les médaillés.

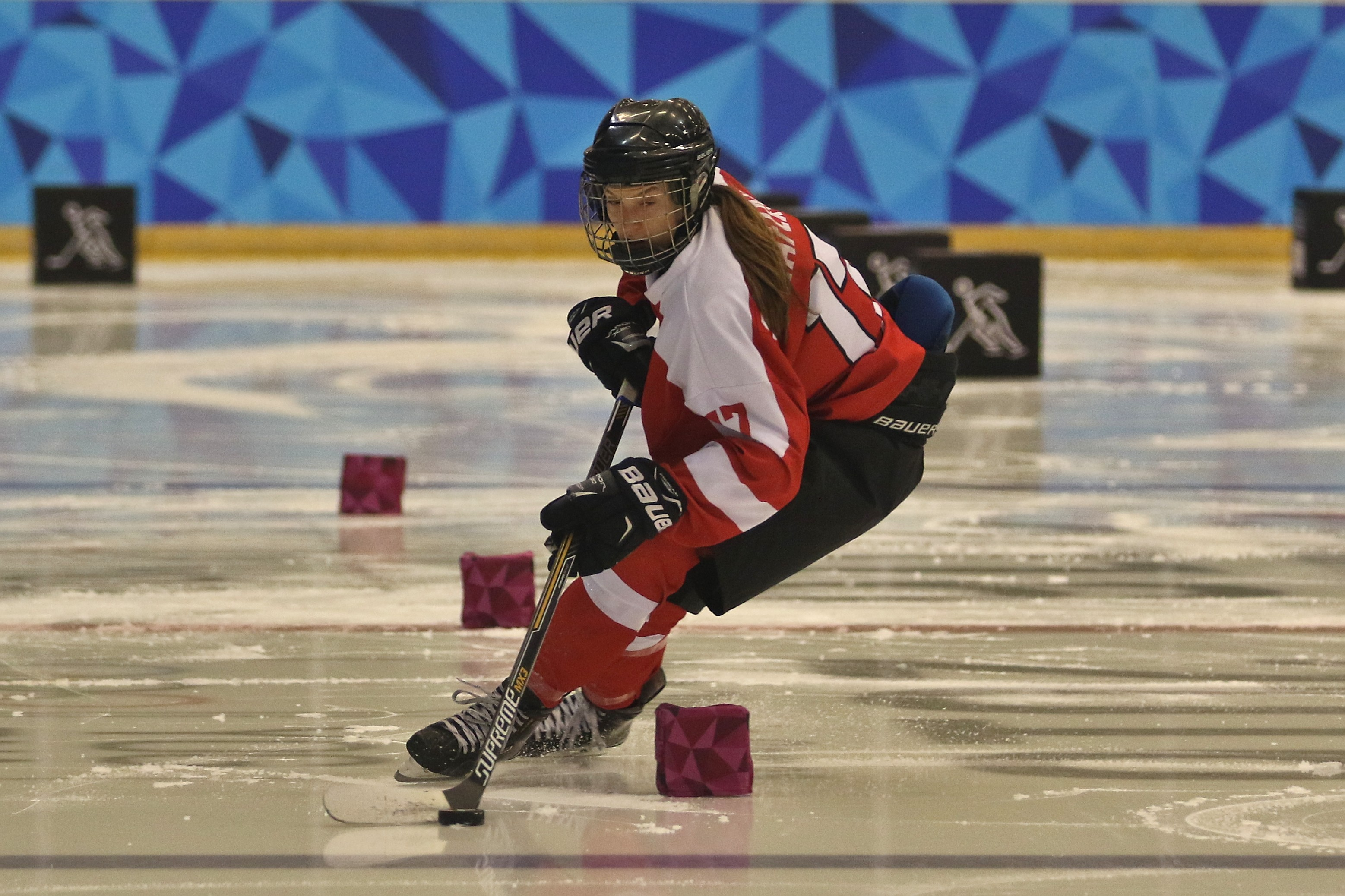
Theresa Schafzahl (Autriche) au cours de l'exercice de contrôle du palet de la finale du concours feminin.

Les six exercices d'habileté sont :
- Test 1 : Tour le plus rapide
- Test 2 : Précision de tir
- Test 3 : Agilité de patinage
- Test 4 : Puissance de tir
- Test 5 : Précision de passe
- Test 6 : Contrôle du palet

### Concours masculin

#### Qualifications
| Place | N° | Athlète (n° tête de série) | Pays             | Test 1 (classement) | Test 2 (classement) | Test 3 (classement) | Test 4 (classement) | Test 5 (classement) | Test 6 (classement) | Total |
| ----- | -- | -------------------------- | ---------------- | ------------------- | ------------------- | ------------------- | ------------------- | ------------------- | ------------------- | ----- |
| 1     | 16 | Sebastian Cederle (2)      | Slovaquie        | 5 (1)               | 2 (8)               | 3 (3)               | 4 (2)               | 0 (16)              | 5 (1)               | 19    |
| 2     | 24 | Eduard Casaneanu (15)      | Roumanie         | 3 (3)               | 4 (2)               | 2 (8)               | 5 (1)               | 2 (8)               | 2 (7)               | 18    |
| 3     | 2  | Erik Betzold (1)           | Allemagne        | 3 (4)               | 1 (13)              | 5 (1)               | 3 (4)               | 4 (2)               | 2 (6)               | 18    |
| 4     | 10 | Natan Vertes (7)           | Hongrie          | 2 (6)               | 5 (1)               | 3 (4)               | 1 (11)              | 1 (11)              | 4 (2)               | 16    |
| 5     | 20 | Aleks Haatanen (6)         | Finlande         | 4 (2)               | 2 (5)               | 2 (5)               | 1 (13)              | 3 (4)               | 2 (5)               | 14    |
| 6     | 17 | Sander Dilling Hurrød (3)  | Norvège          | 1 (11)              | 2 (6)               | 1 (10)              | 2 (6)               | 5 (1)               | 2 (8)               | 13    |
| 7     | 24 | Benjamin Baumgartner (4)   | Autriche         | 1 (12)              | 1 (9)               | 4 (2)               | 1 (9)               | 1 (9)               | 3 (3)               | 11    |
| 8     | 5  | Dino Mukovoz (11)          | Lituanie         | 2 (7)               | 2 (7)               | 1 (12)              | 1 (12)              | 3 (3)               | 1 (11)              | 10    |
| 9     | 16 | Jake Riley (10)            | Australie        | 1 (9)               | 3 (3)               | 1 (11)              | 1 (15)              | 2 (6)               | 1 (14)              | 9     |
| 10    | 24 | Carson Focht (8)           | Canada           | 1 (13)              | 1 (15)              | 1 (16)              | 3 (3)               | 2 (7)               | 1 (9)               | 9     |
| 11    | 11 | Antonin Plagnat (5)        | France           | 1 (8)               | 3 (4)               | 1 (13)              | 2 (7)               | 1 (12)              | 1 (13)              | 9     |
| 12    | 4  | Ties Van Soest (12)        | Pays-Bas         | 1 (14)              | 1 (10)              | 1 (14)              | 1 (14)              | 1 (10)              | 3 (4)               | 8     |
| 13    | 17 | Roy Kanda (14)             | Japon            | 1 (10)              | 1 (11)              | 1 (9)               | 2 (5)               | 2 (5)               | 1 (12)              | 8     |
| 14    | 13 | Ollie Curtis (16)          | Nouvelle-Zélande | 2 (5)               | 1 (14)              | 2 (7)               | 1 (16)              | 1 (13)              | 1 (10)              | 8     |
| 15    | 15 | Mu-Hsin Hsieh (13)         | Taipei chinois   | 1 (15)              | 1 (12)              | 1 (15)              | 2 (8)               | 1 (15)              | 1 (16)              | 7     |
| 16    | 15 | Andreï Pavlenka (9)        | Biélorussie      | 0 (16)              | 0 (16)              | 2 (6)               | 1 (10)              | 1 (14)              | 1 (15)              | 5     |

#### Finale
Pénalisé dans un premier temps lors de l'exercice de précision de passe, le Finlandais Aleks Haatanen se voit restituer le point perdu à la suite d'une révision des résultats. Cela lui permet de passer du cinquième au troisième rang du classement et de recevoir la médaille de bronze. Rétrogradé en quatrième position, l'Allemand Erik Betzold est cependant autorisé à conserver sa médaille mais ne compte pas dans les résultats officiels,.
| Place                               | N° | Joueur (n° tête de série) | Pays      | Test 1 (classement) | Test 2 (classement) | Test 3 (classement) | Test 4 (classement) | Test 5 (classement) | Test 6 (classement) | Total |
| ----------------------------------- | -- | ------------------------- | --------- | ------------------- | ------------------- | ------------------- | ------------------- | ------------------- | ------------------- | ----- |
| Médaille d'or, Jeux olympiques      | 24 | Eduard Casaneanu (15)     | Roumanie  | 3 (2)               | 2 (3)               | 1 (7)               | 4 (1)               | 1 (7)               | 3 (2)               | 14    |
| Médaille d'argent, Jeux olympiques  | 16 | Sebastian Cederle (2)     | Slovaquie | 1 (8)               | 1 (7)               | 2 (4)               | 3 (2)               | 1 (6)               | 4 (1)               | 12    |
| Médaille de bronze, Jeux olympiques | 20 | Aleks Haatanen (6)        | Finlande  | 2 (3)               | 3 (2)               | 1 (8)               | 1(8)                | 3 (2)               | 2 (3)               | 12    |
| 4                                   | 2  | Erik Betzold (1)          | Allemagne | 1 (6)               | 1 (8)               | 3 (2)               | 1 (5)               | 4 (1)               | 1 (8)               | 11    |
| 5                                   | 10 | Natan Vertes (7)          | Hongrie   | 4 (1)               | 2 (4)               | 2 (3)               | 2 (3)               | 0 (8)               | 1 (5)               | 11    |
| 6                                   | 5  | Dino Mukovoz (11)         | Lituanie  | 1 (7)               | 4 (1)               | 1 (5)               | 1 (7)               | 2 (3)               | 1 (6)               | 10    |
| 7                                   | 24 | Benjamin Baumgartner (4)  | Autriche  | 2 (4)               | 1 (6)               | 4 (1)               | 1 (6)               | 1 (5)               | 1 (7)               | 10    |
| 8                                   | 17 | Sander Dilling Hurrød (3) | Norvège   | 1 (5)               | 1 (5)               | 1 (6)               | 2(4)                | 2 (4)               | 2 (4)               | 9     |

### Concours féminin

#### Qualifications
| Place | N° | Athlète (n° tête de série) | Pays            | Test 1 (classement) | Test 2 (classement) | Test 3 (classement) | Test 4 (classement) | Test 5 (classement) | Test 6 (classement) | Total |
| ----- | -- | -------------------------- | --------------- | ------------------- | ------------------- | ------------------- | ------------------- | ------------------- | ------------------- | ----- |
| 1     | 17 | Theresa Schafzahl (6)      | Autriche        | 3 (3)               | 3 (4)               | 5 (1)               | 2 (6)               | 4 (2)               | 1 (14)              | 18    |
| 2     | 6  | Sena Takenaka (2)          | Japon           | 2 (5)               | 5 (1)               | 2 (7)               | 4 (2)               | 3 (4)               | 2 (6)               | 18    |
| 3     | 13 | Madison Poole (3)          | Australie       | 5 (1)               | 2 (5)               | 2 (6)               | 1 (13)              | 2 (6)               | 4 (2)               | 16    |
| 4     | 21 | Millie Rose Sirum (1)      | Norvège         | 2 (6)               | 1 (15)              | 2 (8)               | 5 (1)               | 2 (8)               | 3 (4)               | 15    |
| 5     | 3  | Su-yeon Eom (7)            | Corée du Sud    | 4 (2)               | 3 (3)               | 4 (2)               | 2 (7)               | 1 (12)              | 1 (11)              | 15    |
| 6     | 3  | Tabea Botthof (4)          | Allemagne       | 3 (4)               | 2 (7)               | 3 (3)               | 2 (5)               | 1 (15)              | 1 (3)               | 14    |
| 7     | 16 | Martina Fedorova (10)      | Slovaquie       | 2 (8)               | 1 (14)              | 1 (9)               | 2 (8)               | 1 (9)               | 5 (1)               | 12    |
| 8     | 8  | Anita Muraro (5)           | Italie          | 2 (7)               | 4 (2)               | 2 (5)               | 1 (9)               | 2 (5)               | 1 (12)              | 12    |
| 9     | 2  | Chinouk Van Calster (9)    | Belgique        | 1 (9)               | 1 (12)              | 1 (13)              | 1 (11)              | 5 (1)               | 2 (5)               | 11    |
| 10    | 10 | Verity Lewis (13)          | Grande-Bretagne | 1 (15)              | 2 (6)               | 3 (4)               | 1 (10)              | 3 (3)               | 1 (9)               | 11    |
| 11    | 22 | Kiia Nousiainen (8)        | Finlande        | 1 (10)              | 1 (13)              | 1 (10)              | 3 (4)               | 0 (16)              | 2 (8)               | 8     |
| 12    | 98 | Maree Dijkema (11)         | Pays-Bas        | 1 (11)              | 1 (9)               | 1 (12)              | 3 (3)               | 1 (11)              | 0 (16)              | 7     |
| 13    | 12 | Daria Maksimchik (12)      | Biélorussie     | 1 (12)              | 1 (10)              | 1 (11)              | 1 (14)              | 2 (7)               | 1 (13)              | 7     |
| 14    | 4  | Diana-Alexandra Iuga (15)  | Roumanie        | 1 (13)              | 1 (11)              | 1 (16)              | 1 (16)              | 1 (14)              | 2 (7)               | 7     |
| 15    | 14 | Katarzyna Wybiral (14)     | Pologne         | 1 (14)              | 2 (8)               | 1 (14)              | 1 (12)              | 1 (10)              | 1 (10)              | 7     |
| 16    | 21 | Iara Haiek (16)            | Argentine       | 1 (16)              | 1 (16)              | 1 (15)              | 1 (15)              | 1 (13)              | 1 (15)              | 6     |

#### Finale
| Place                               | N° | Athlète (n° tête de série) | Pays         | Test 1 (classement) | Test 2 (classement) | Test 3 (classement) | Test 4 (classement) | Test 5 (classement) | Test 6 (classement) | Total |
| ----------------------------------- | -- | -------------------------- | ------------ | ------------------- | ------------------- | ------------------- | ------------------- | ------------------- | ------------------- | ----- |
| Médaille d'or, Jeux olympiques      | 6  | Sena Takenaka (2)          | Japon        | 2 (3)               | 1 (5)               | 3 (2)               | 3 (2)               | 3 (2)               | 4 (1)               | 16    |
| Médaille d'argent, Jeux olympiques  | 8  | Anita Muraro (5)           | Italie       | 3 (2)               | 4 (1)               | 4 (1)               | 1 (6)               | 1 (7)               | 1 (6)               | 14    |
| Médaille de bronze, Jeux olympiques | 17 | Theresa Schafzahl (6)      | Autriche     | 2 (4)               | 1 (6)               | 2 (3)               | 2 (3)               | 4(1)                | 2(3)                | 13    |
| 4                                   | 21 | Millie Rose Sirrum (1)     | Norvège      | 1 (5)               | 3 (2)               | 1 (7)               | 4 (1)               | 2 (3)               | 1 (7)               | 12    |
| 5                                   | 13 | Madison Poole (3)          | Australie    | 4 (1)               | 2 (4)               | 1 (5)               | 1 (8)               | 1 (5)               | 3 (2)               | 12    |
| 6                                   | 3  | Su-Yeon Eom(7)             | Corée du Sud | 1 (6)               | 2 (3)               | 2 (4)               | 1 (5)               | 1 (8)               | 2 (4)               | 9     |
| 7                                   | 16 | Martina Fedorova (10)      | Slovaquie    | 1 (8)               | 1 (7)               | 1 (6)               | 1 (7)               | 2 (4)               | 1 (5)               | 7     |
| 8                                   | 3  | Tabea Botthof (4)          | Allemagne    | 1 (7)               | 1 (8)               | 1 (8)               | 2 (4)               | 1 (6)               | 1 (8)               | 7     |

## Tableau des médailles

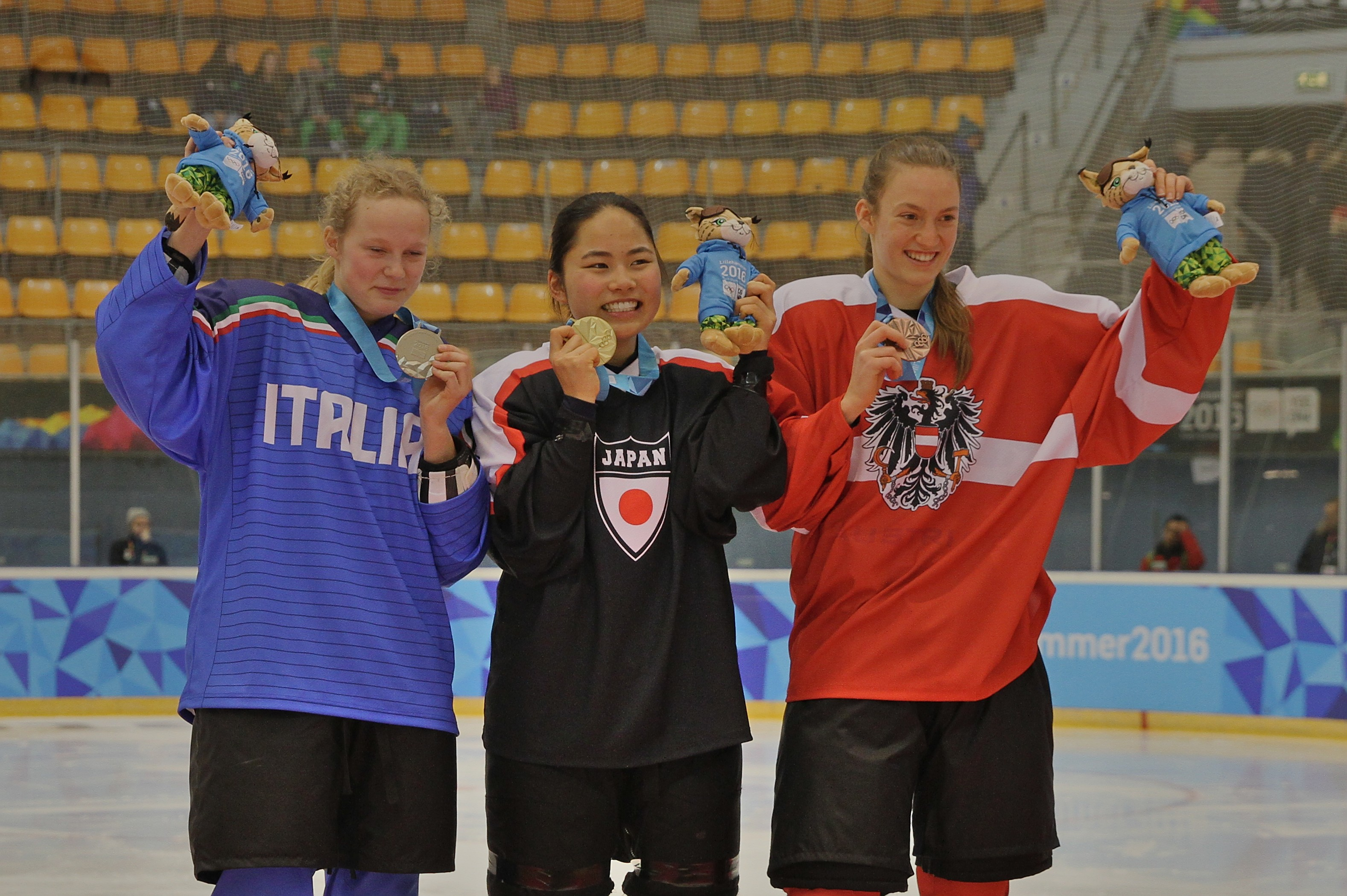
Les médaillées du concours individuel d'habileté féminin. De gauche à droite, Anita Muraro (Italie), Sena Takenaka (Japon) et Theresa Schafzahl (Autriche).

| Événement         | Or | Or | Argent | Argent | Bronze | Bronze |
| ----------------- | --- | --- | --- | --- | --- | --- |
| Tournoi masculin  | États-Unis (délégation) - Drew DeRidder - Todd Scott - Ty Emberson - Christian Krygier - Will MacKinnon - Mattias Samuelsson - Adam Samuelsson - Jacob Semik - Jack DeBoer - Johnny Gruden - Erik Middendorf - Jacob Pivonka - Ryan Savage - Oliver Wahlstrom - T.J. Walsh - Tyler Weiss - Jake Wise                              | États-Unis (délégation) - Drew DeRidder - Todd Scott - Ty Emberson - Christian Krygier - Will MacKinnon - Mattias Samuelsson - Adam Samuelsson - Jacob Semik - Jack DeBoer - Johnny Gruden - Erik Middendorf - Jacob Pivonka - Ryan Savage - Oliver Wahlstrom - T.J. Walsh - Tyler Weiss - Jake Wise                              | Canada (délégation) - Alexis Gravel - Olivier Rodrigue - Dennis Busby - Declan Chisholm - Jared McIsaac - Ryan Merkley - Ty Smith - Jett Woo - Luka Burzan - Aidan Dudas - Carson Focht - Gabriel Fortier - Benoît-Olivier Groulx - Anderson MacDonald - Allan McShane - Tristen Nielsen - Connor Roberts                                                    | Canada (délégation) - Alexis Gravel - Olivier Rodrigue - Dennis Busby - Declan Chisholm - Jared McIsaac - Ryan Merkley - Ty Smith - Jett Woo - Luka Burzan - Aidan Dudas - Carson Focht - Gabriel Fortier - Benoît-Olivier Groulx - Anderson MacDonald - Allan McShane - Tristen Nielsen - Connor Roberts                                                    | Russie (délégation) - Gueorgui Doubrovski - Amir Miftakhov - Gleb Babintsev - Pavel Kouptchikhine - Anton Malychev - Ilias Sitdikov - Bogdan Jiliakov - Daniil Jouravliov - Maksim Denejkine - Grigori Denissenko - Aleksandr Khovanov - Vladislav Kotkov - Kirill Nijnikov - Pavel Rotenberg - Iegor Sokolov - Andreï Svetchnikov - Aleksandr Jabreïev | Russie (délégation) - Gueorgui Doubrovski - Amir Miftakhov - Gleb Babintsev - Pavel Kouptchikhine - Anton Malychev - Ilias Sitdikov - Bogdan Jiliakov - Daniil Jouravliov - Maksim Denejkine - Grigori Denissenko - Aleksandr Khovanov - Vladislav Kotkov - Kirill Nijnikov - Pavel Rotenberg - Iegor Sokolov - Andreï Svetchnikov - Aleksandr Jabreïev |
| Tournoi féminin   | Suède (délégation) - Anna Amholt - Therese Järnkrok - Wilma Carlsson - Julia Gustavsson - Maja Nyhlén Persson - Linnéa Sjölund - Madelene Strömgren - Mina Waxin - Josefin Bouveng - Fanny Brolin - Jennifer Carlsson - Lina Ljungblom - Sofie Lundin - Ronja Mogren - Madelen Westerlund - Agnes Wilhelmsson - Ethel Wilhelmsson | Suède (délégation) - Anna Amholt - Therese Järnkrok - Wilma Carlsson - Julia Gustavsson - Maja Nyhlén Persson - Linnéa Sjölund - Madelene Strömgren - Mina Waxin - Josefin Bouveng - Fanny Brolin - Jennifer Carlsson - Lina Ljungblom - Sofie Lundin - Ronja Mogren - Madelen Westerlund - Agnes Wilhelmsson - Ethel Wilhelmsson | Tchéquie (délégation) - Kristyna Blahova - Karolina Juricova - Magdalena Erbenova - Karolina Hrdinova - Klara Jandusikova - Anna Kotounova - Sarka Krejnikova - Adela Skrdlova - Nikola Dyckova - Martina Exnerova - Sandra Halounova - Alexandra Halounova - Karolina Hornicka - Laura Lerchova - Veronika Lorencova - Barbora Machalova - Natalie Mlynkova | Tchéquie (délégation) - Kristyna Blahova - Karolina Juricova - Magdalena Erbenova - Karolina Hrdinova - Klara Jandusikova - Anna Kotounova - Sarka Krejnikova - Adela Skrdlova - Nikola Dyckova - Martina Exnerova - Sandra Halounova - Alexandra Halounova - Karolina Hornicka - Laura Lerchova - Veronika Lorencova - Barbora Machalova - Natalie Mlynkova | Suisse (délégation) - Ramona Forrer - Saskia Maurer - Sina Bachmann - Tina Brand - Yael Brich - Justine Forster - Janine Hauser - Nicole Vallario - Stefanie Wetli - Sydney Berta - Oona Emmenegger - Rahel Enzler - Lisa Rüedi - Noemie Ryhner - Jessica Schlegel - Gionina Spiess - Lara Zimmermann                                                   | Suisse (délégation) - Ramona Forrer - Saskia Maurer - Sina Bachmann - Tina Brand - Yael Brich - Justine Forster - Janine Hauser - Nicole Vallario - Stefanie Wetli - Sydney Berta - Oona Emmenegger - Rahel Enzler - Lisa Rüedi - Noemie Ryhner - Jessica Schlegel - Gionina Spiess - Lara Zimmermann                                                   |
| Concours masculin | Eduard Casaneanu (ROM) | 14 pts | Sebastian Cederle (SVK) | 12 pts | Aleks Haatanen (FIN) | 12 pts |
| Concours féminin  | Sena Takenaka (JPN) | 16 pts | Anita Muraro (ITA) | 14 pts | Theresa Schafzahl (AUT) | 13 pts |

### Feuilles de match

#### Tournoi masculin
1. ↑  (en) « Game summary FIN - NOR 11-0 », sur stats.iihf.com
2. ↑  (en) « Game summary CAN - RUS 3-4 », sur stats.iihf.com
3. ↑  (en) « Game summary USA - FIN 4-1 », sur stats.iihf.com
4. ↑  (en) « Game summary NOR - USA 0-8 », sur stats.iihf.com
5. ↑  (en) « Game summary CAN - FIN 5-1 », sur stats.iihf.com
6. ↑  (en) « Game summary RUS - NOR 13-1 », sur stats.iihf.com
7. ↑  (en) « Game summary USA - CAN 2-4 », sur stats.iihf.com
8. ↑  (en) « Game summary FIN- RUS 1-2 », sur stats.iihf.com
9. ↑  (en) « Game summary NOR - CAN 0-6 », sur stats.iihf.com
10. ↑  (en) « Game summary RUS - USA 2-4 », sur stats.iihf.com
11. ↑  (en) « Game summary CAN - FIN 4-3 », sur stats.iihf.com
12. ↑  (en) « Game summary USA -RUS 3-0 », sur stats.iihf.com
13. ↑  (en) « Game summary RUS - FIN 6-2 », sur stats.iihf.com
14. ↑  (en) « Game summary CAN - USA 2-5 », sur stats.iihf.com

#### Tournoi féminin
1. ↑  (en) « Game summary SVK - NOR 2-1 », sur stats.iihf.com
2. ↑  (en) « Game summary CZE - SVK 2-1 », sur stats.iihf.com
3. ↑  (en) « Game summary SWE - SUI 1-2 », sur stats.iihf.com
4. ↑  (en) « Game summary NOR - CZE 0-3 », sur stats.iihf.com
5. ↑  (en) « Game summary SWE - SVK 2-1 », sur stats.iihf.com
6. ↑  (en) « Game summary SUI - NOR 3-1 », sur stats.iihf.com
7. ↑  (en) « Game summary CZE - SWE 0-2 », sur stats.iihf.com
8. ↑  (en) « Game summary SVK - SUI 2-4 », sur stats.iihf.com
9. ↑  (en) « Game summary NOR - SWE 0-5 », sur stats.iihf.com
10. ↑  (en) « Game summary SUI - CZE 1-2 », sur stats.iihf.com
11. ↑  (en) « Game summary SWE - SVK 5-0 », sur stats.iihf.com
12. ↑  (en) « Game summary CZE - SUI 2-1 », sur stats.iihf.com
13. ↑  (en) « Game summary SUI - SVK 5-2 », sur stats.iihf.com
14. ↑  (en) « Game summary SWE - CZE 3-1 », sur stats.iihf.com